# Lappi
Lappi is een voormalige gemeente in het Finse landschap Satakunta. De gemeente had een oppervlakte van 206 km2 en telde 3269 inwoners in 2003.
In 2009 ging Lappi op in de gemeente Rauma. 